# Apristurus riveri
Apristurus riveri är en hajart som beskrevs av Bigelow och Schroeder 1944. Apristurus riveri ingår i släktet Apristurus och familjen rödhajar. IUCN kategoriserar arten globalt som otillräckligt studerad. Inga underarter finns listade i Catalogue of Life.

## Bildgalleri

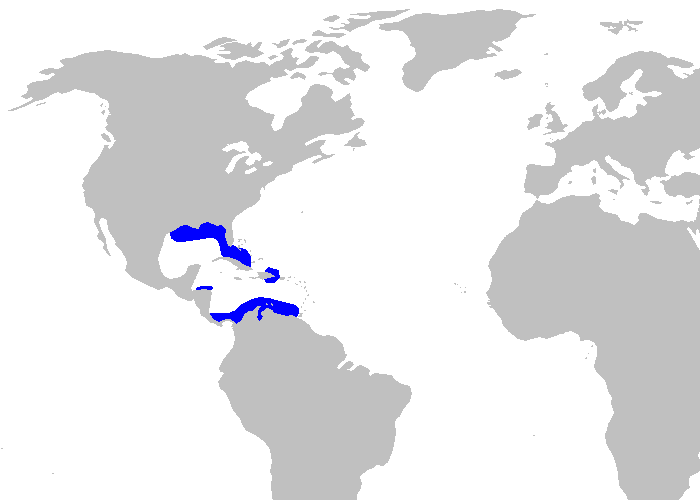